# Union Oyster House
Das Union Oyster House (vollständig Ye Olde Union Oyster House) ist eines der ältesten noch in Betrieb befindlichen Restaurants der Vereinigten Staaten und befindet sich an der Union Street in Boston im Bundesstaat Massachusetts. Es wurde 1826 eröffnet und bietet seitdem ununterbrochen neben den namensgebenden Austern (englisch oyster) auch andere Spezialitäten der Küche Neuenglands an. Das Gebäude, in dem sich das Restaurant befindet, wurde am 27. Mai 2003 als National Historic Landmark in das National Register of Historic Places (NRHP) eingetragen. Bereits seit dem 26. Mai 1973 ist es Contributing Property des Blackstone Block Historic District.

## Architektur

### Außenbereiche

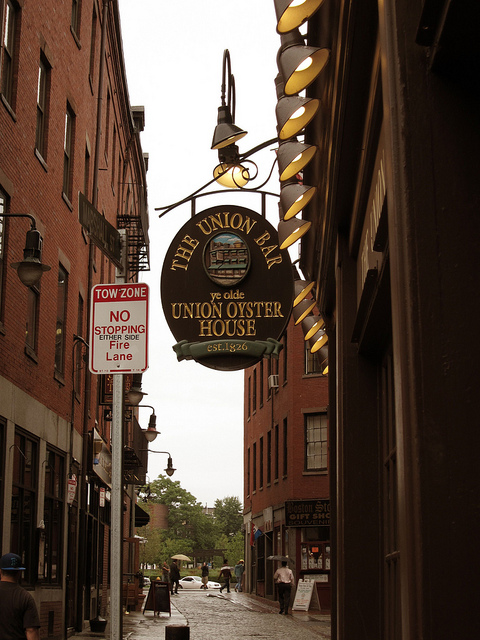
Das Aushängeschild des Restaurants

Das Haus, in dem sich das Restaurant befindet, besteht aus dem 1716 bis 1717 errichteten Hauptteil und zwei nördlich bzw. südlich angrenzenden Anbauten, die 1851 bzw. 1916 errichtet wurden und heute im Inneren über Wanddurchbrüche mit dem Hauptteil verbunden sind. Dieses mittlere Gebäude verfügt über eine abgewinkelte Außenfassade, die in ihrem Verlauf dem Übergang zwischen Marshall und Union Street folgt. Der NRHP-Eintrag bezieht sich lediglich auf das Hauptgebäude.
Das dreieinhalb Stockwerke hohe, auf einem Steinfundament ruhende Haupthaus verfügt über ein Mansarddach und wurde im Stil der Georgianischen Architektur errichtet. Die Mauerziegel auf der Seite der Union Street wurden im Flämischen Verband verlegt, während sie an der Marshall Street im Englischen Verband gehalten ist. Da die beiden Seiten auch andere Unterschiede aufweisen, wird vermutet, dass sie entweder zu unterschiedlichen Zeitpunkten errichtet wurden, das Gebäude erst nach seiner Errichtung um ein weiteres Stockwerk ergänzt wurde oder dass es sich schlicht um Kostensparmaßnahmen handelte. Tatsächlich lässt die Raumgestaltung im Inneren den Schluss zu, dass das Gebäude im Ganzen und zum gleichen Zeitpunkt gebaut wurde.
Unterhalb des Daches verläuft ein durch Zierkonsolen gestütztes Gesims, das wahrscheinlich aus der Mitte des 18. Jahrhunderts stammt und in den 1930er Jahren restauriert wurde. 1895 wurden die ursprünglich zwei Dachgauben zunächst entfernt, 1938 jedoch wieder installiert und um eine dritte ergänzt. Die Türen und Fenster im Erdgeschoss weisen Fensterbänke, Pfeiler und Stürze aus Granit auf, während sie in den oberen Stockwerken aus Sandstein bestehen, der mit Zement repariert wurde. Das ursprünglich mit Schiefer gedeckte Dach besteht heute aus Asphalt-Schindeln. Im Erdgeschoss gibt es eine durchgängige Markise, während in den oberen Stockwerken jedes Fenster eine eigene besitzt. Der auf dem Dach befindliche, beleuchtete Schriftzug „UNION OYSTER HOUSE“ ist bis zur Interstate 93 zu sehen.

### Innenbereiche
Das Gebäude enthält – anders als die meisten anderen Gebäude dieser Epoche – noch sehr viele originale Einrichtungsgegenstände. Die halbkreisförmige, aus Speckstein und Eichen- oder Mahagoniholz (in diesem Punkt herrscht Uneinigkeit) angefertigte Austernbar und die Marktständen nachempfundenen Tischnischen sind heute in den gesamten Vereinigten Staaten einzigartig. Die Speckstein-Theke wurde spätestens in den 1940er Jahren mit Kupferplatten bedeckt, höchstwahrscheinlich um Hygienerichtlinien zu entsprechen. Die neun um die Austernbar angeordneten Hocker bestehen aus einem gusseisernen Gestell mit Holzsitzfläche und sind am Boden fixiert. Nicht alle davon sind im Original erhalten.
Die im Italianate-Stil gehaltenen Tischnischen sind nummeriert, unterschiedlich groß und bestehen aus weiß gestrichenem Holz. Allen gemein ist ein rund 1,2 m breiter Holztisch mit Holzbänken an den Längsseiten. Entlang der Innenwände der Bar sind gusseiserne Säulen Dorischer Ordnung zu sehen, die im Zuge der Umwandlung des ursprünglichen Wohn- in ein Geschäftshaus im 19. Jahrhundert hinzugefügt wurden.

## Historische Bedeutung
Das Union Oyster House ist das älteste Gebäude innerhalb des Blackstone Block Historic District, eines der ältesten aus Mauerziegeln errichteten Bauwerke in Boston und ein seltenes Beispiel Georgianischer Architektur in der Stadt. Vor der Umwandlung in ein Restaurant veröffentlichte dort Isaiah Thomas von 1771 bis 1775 die Zeitung Massachusetts Spy. Der Graf von Chartres – später bekanntgeworden als französischer König Louis-Philippe I. – lebte 1796 während seines Exils in einem Zimmer oberhalb des damaligen Einzelhändlers und brachte prominenten Bostoner Bürgern Französisch bei. Das Union Oyster House ist die älteste noch in Betrieb befindliche Austernbar der Vereinigten Staaten.

### Austernkultur in den Vereinigten Staaten

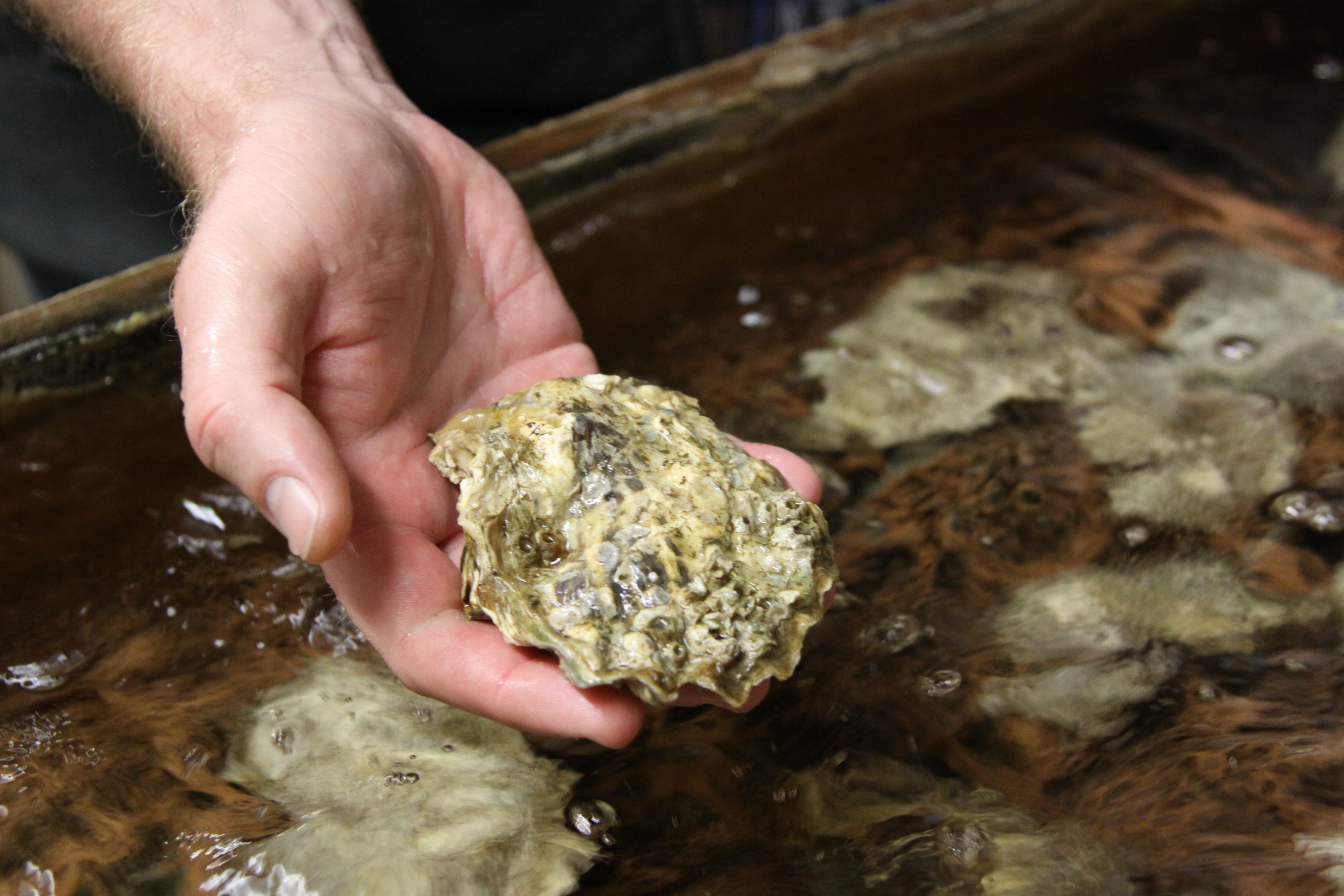
Eine typische amerikanische Auster, hier in Oregon

Austern werden in einer großen Vielzahl von Varianten zubereitet und serviert und haben insbesondere in den Küstenregionen der Vereinigten Staaten eine lange Tradition. Sie sind eine beliebte Eiweiß-, Mineralstoff- und Vitaminquelle und werden aufgrund ihres niedrigen Gehalts an Cholesterin und ihrem hohen Nährstoffgehalt als gesundes Lebensmittel angesehen.
Im 19. Jahrhundert waren Austern in den Vereinigten Staaten ein typisches Fast Food, das zunächst bei vielen Straßenhändlern roh oder gebraten erhältlich war. Die Beliebtheit der Austern führte 1763 in einem New Yorker Keller zur Gründung der ersten Austernbar in den Vereinigten Staaten. Diese USA-typischen Austernkeller – Austern servierende Restaurants unterhalb des Straßenniveaus – in New York, Boston und Providence wurden zum Treffpunkt der politischen und sozialen Elite, ähnlich den Kaffeehäusern in Europa. Zu den ältesten und bekanntesten noch bestehenden Restaurants zählen neben dem Bostoner Union Oyster House das 1868 eröffnete Antoine’s Restaurant in New Orleans und die seit 1913 geöffnete Austernbar im New Yorker Grand Central Terminal.
In großen Teilen der USA – vor allem jedoch an der Ostküste – werden Austern traditionell zu feierlichen Anlässen wie Thanksgiving oder Weihnachten serviert. Speziell auf den Austernverzehr ausgerichtete Teller, Platten und Bestecke wie das Austernmesser sind heute beliebte Sammlerobjekte, insbesondere die dementsprechenden Porzellanstücke aus der Kollektion des ehemaligen US-Präsidenten Rutherford B. Hayes aus dem Viktorianischen Zeitalter.

### Nutzung als Wohnhaus
John Cosser erwarb 1679 für 50 Pfund (heute ca. 8.100 Pfund) das Grundstück, auf dem seit 1657 ein kleines Wohnhaus stand und wo sich heute das Union Oyster House befindet. Nach mehreren Eigentümerwechseln erwarb 1741 Phillips Chamberlain das Gebäude und Grundstück für 1800 Pfund (heute ca. 27.300 Pfund) und verkaufte es ein Jahr später zum selben Preis an Thomas Stoddard weiter. Das Wohnhaus wurde dafür bekannt, dass Isaiah Thomas, Gründer der American Antiquarian Society, von dort aus ab 1771 den Massachusetts Spy veröffentlichte, bis er nach den Gefechten von Lexington und Concord im April 1775 aus der Stadt nach Worcester fliehen musste.
Stoddards Tochter Patience betrieb mit ihrem Mann Hopestill Capen einen Non-Food-Laden in dem Gebäude, wo sie Benjamin Thompson im Alter von 16 Jahren als Lehrling aufnahmen. Ihr Sohn Thomas erbte Haus und Grundstück 1807 und betrieb das Geschäft bis zu seinem Tod 1819 weiter.

### Umwandlung in ein Restaurant

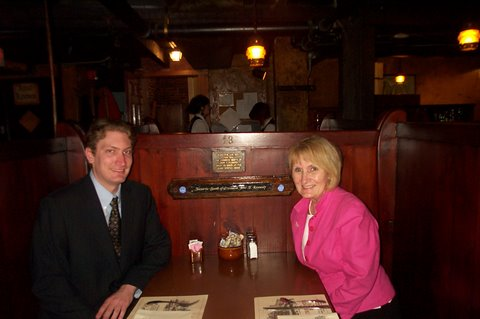
Der John F. Kennedy-Tisch im Restaurant

Das Union Oyster House wurde am 7. Oktober 1826 von Hawes Atwood, dessen Familie bereits seit 1818 Austernbars in Boston betrieb, unter dem Namen Atwood’s Oyster House gegründet.
Von 1842 bis 1860 trug das Restaurant den Namen Atwood & Hawes und von 1880 bis 1916 Atwood & Bacon. Seit diesem Jahr trägt das Restaurant seinen heutigen Namen Union Oyster House. In einer Anzeige der Austernbar aus dem Jahr 1854 werden Austern zu Preisen von 50 Cent (heute ca. 17 Dollar) pro Bushel bzw. 1 Dollar (heute ca. 33 Dollar) je Gallone angeboten.
1933 wurde das Union Oyster House um weitere 50 Sitzplätze im dafür umgebauten ersten Stock vergrößert. 1941 folgten ein weiterer Ausbau und die Erneuerung der Küche. Bis 1946 wurde Sägemehl als Bodenbelag verwendet. Die Verkaufszahlen schwankten im Laufe der Zeit von 7.000 bis 35.000 Austern pro Tag. 1951 konnte erfolgreich das Übergreifen eines Feuers im ersten Stock auf den unteren Restaurantbereich verhindert werden. 1970 erwarb die heutige Betreiberfamilie Milano das Oyster House und erweiterte es 1982 und 1995 durch den Aufkauf der benachbarten Häuser.

### Bekannte Gäste
Das Union Oyster House zieht seit jeher Persönlichkeiten aus Politik, Wirtschaft, Musik und Medien an. Zu den bekanntesten Gästen aus der Politik zählen die US-Senatoren Daniel Webster und Edward M. Kennedy sowie die US-Präsidenten Calvin Coolidge, Franklin D. Roosevelt, John F. Kennedy und Bill Clinton. Aus dem kulturellen Bereich sind vor allem Paul Newman, Steven Spielberg, Luciano Pavarotti, Robin Williams, Billy Crystal, Sammy Sosa, Larry Bird, Ted Koppel, Dan Rather, Meryl Streep, Robert Redford, Al Pacino, Wayne Newton, Ozzy Osbourne und Alanis Morissette als regelmäßige Gäste zu nennen. Der vor Ort berühmteste Gast des Restaurants war jedoch James „Pop“ Farren, der von 1869 bis 1934 dort nahezu täglich Austern aß.

### Sonstiges
Um 1890 beobachtete Charles Forster Indianer dabei, wie sie sich mit Holzstückchen Speisereste zwischen den Zähnen entfernten und entwickelte eine Maschine zur Herstellung von bis dahin in den USA unbekannten Zahnstochern. Da sich jedoch kein Restaurant von seiner Erfindung überzeugen ließ, bot er Harvard-Studenten die Bezahlung ihrer Mahlzeit an, wenn diese nach dem Essen nach Zahnstochern verlangten, und suchte sich das Union Oyster House als Testfeld aus. Das Restaurant reagierte schnell auf die „Wünsche“ der Kundschaft und bot fortan Zahnstocher auf kleinen Tellern nach dem Essen an, was auch andere Restaurants der Stadt und später alle Speiselokale des Landes übernahmen.
Der Präsident des Haverford College Jack Coleman arbeitete während seines Sabbatical einige Monate lang anonym im Union Oyster House. Frank Kellerher hält bis heute den Rekord von 120 an einem Abend verzehrten Austern.